# Eriobotrya deflexa
Eriobotrya deflexa là loài thực vật có hoa trong họ Hoa hồng. Loài này được (Hemsl.) Nakai mô tả khoa học đầu tiên năm 1918.